# Résistance intérieure belge

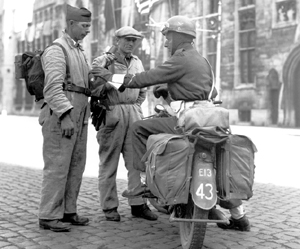
Résistants belges parlant à un militaire canadien durant la bataille de l’Escaut.

La résistance intérieure belge, appelée en Belgique la Résistance, englobe l'ensemble des mouvements et réseaux clandestins qui durant la Seconde Guerre mondiale ont poursuivi la lutte contre le nazisme et ses relais collaborationnistes sur le territoire belge.

## Historique
Dès 1939, alors que la guerre n'a pas encore commencé en Belgique, les premiers réseaux de résistance s'organisent spontanément entre gens qui se font confiance en vue d'une guerre qu'ils jugent inéluctable et de l'occupation ennemie qui s'ensuivra. Il arrive aussi que cette mise en place de réseaux destinés à agir dans la clandestinité soit le fait d'une poignée d'hommes et de femmes qui agissent sous l'impulsion directe des premiers agents britanniques envoyés sur le continent pour mettre en place, dès 1939, un système de renseignement et d'action. Enfin, d'anciens réseaux actifs lors de la Première Guerre mondiale seront réactivés dès le début de la seconde occupation allemande du territoire belge, comme le réseau de renseignement Clarence qui ressuscitait la Dame Blanche de la première occupation, en 1914-18.

### La résistance s'organise
Lors de la mise en place des réseaux de résistance, la classe moyenne apparaît sur-représentée. Probablement davantage consciente des enjeux, le groupe de la petite et de la moyenne bourgeoisie énonce massivement les principes fondateurs de la résistance que sont la germanophobie, le patriotisme et la lutte contre le fascisme. Le milieu ouvrier est également bien présent mais de manière plus attentiste à l'aube du conflit, le pacte de non-agression germano-soviétique ayant pour effet corollaire de brider la potentielle action des militants au sein de la résistance. La rupture unilatérale du pacte matérialisée par l'invasion de l'Union soviétique survenue le 22 juin 1941 eut un effet libérateur pour les militants communistes dont les mouvements de résistance montèrent en puissance. Très vite, ils perçoivent cependant que s'ils souhaitent fédérer et amener le peuple belge à la résistance, ils devront neutraliser les considérations idéologiques et mettre davantage en exergue les valeurs patriotiques. C'est dans cette mouvance que voit le jour le Front de l'indépendance, majoritairement communiste, et que se cristallise l'Orchestre rouge un réseau exclusivement voué à l'espionnage au profit de l'Union soviétique et installé dès avant la guerre en Belgique, en France et en Suisse. Le milieu militaire se restructure progressivement après la campagne des 18 jours. Des officiers échappés de la captivité sont à l'origine de la mise sur pied de la Légion belge qui deviendra l'Armée secrète.

### Son action
Les premières actions menées par les résistants sont le renseignement et l'établissement d'une nécessaire jonction avec Londres où se trouve la seule autorité belge légitime, le gouvernement belge en exil du premier ministre Hubert Pierlot qui représente un relais indispensable auprès du gouvernement britannique. Une autorité centrale des mouvements belges de résistance en territoire occupé est installée à Londres sous l'autorité de l'industriel Idesbald Floor. Établir un lien depuis Londres par voie terrestre à travers la France occupée et l'Espagne — dont le gouvernement est pro allemand — entraîne des délais et comporte de nombreux risques. Mais, dès 1941, le parachutage d'agents de liaison et d'opérateurs de radio-télégraphe par les Britanniques permettent d'organiser des filières d'évasion et de transmission à travers la France. Des Belges désireux de combattre et des aviateurs rescapés d'avions abattus sont ainsi conduits vers l'Espagne et le Portugal où les consulats belges et britanniques les prennent en charge. Un système de liaison par alphabet morse, dont les opérateurs sont surnommés les "pianistes", permet le contact avec Londres et les services de renseignement belges. Les réseaux sont composés de personnes de diverses classes sociales qui font fi de leurs opinions politiques d'avant-guerre pour mieux s'unir contre l'ennemi commun. Ainsi, dans le Front de l'Indépendance fondé à Bruxelles par des communistes qui rejettent le pacte germano-soviétique de 1939, on trouve, parmi les fondateurs, le prêtre André Bolland. Dans le réseau Luc-Marc, c'est un jeune astronome liégeois Armand Delsemme qui assume la direction en dissimulant son activité clandestine sous le couvert de son travail scientifique. Tous les âges sont représentés, comme dans le réseau d'évasion d'aviateurs, le réseau Comète, fondé par Andrée De Jongh (alors âgée de 24 ans) et qui recrutera son père, Frédéric de Jongh. Elle sera déportée en 1943 et son père, fusillé en 1944. Mais les Allemands établissent rapidement des contre mesures par le moyen de camionnettes équipées d'un système de repérage par radiogoniométrie qui sillonnent villes et campagnes pour détecter et anéantir les lieux d'émissions clandestines par lesquels les réseaux communiquent entre eux et avec l'Angleterre.

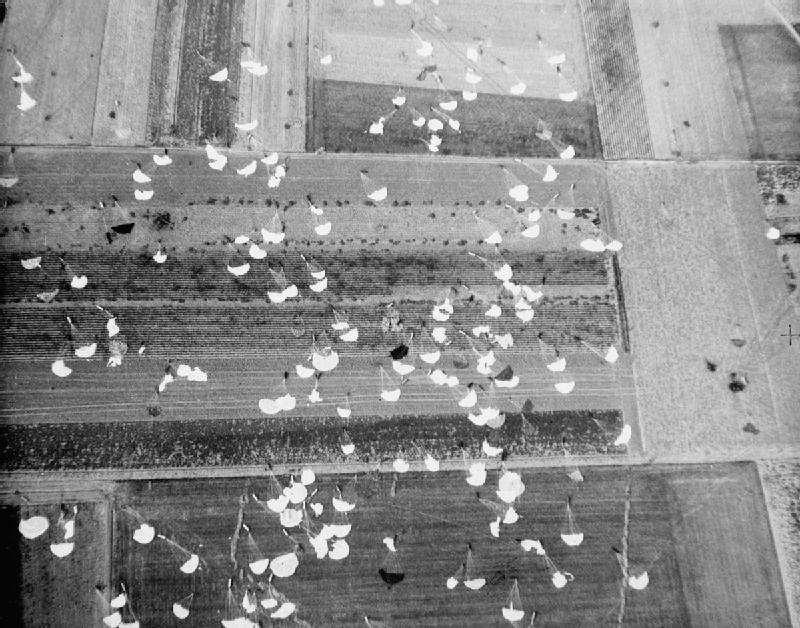
Photographie aérienne montrant le largage de containers sur une dropping zone au nord de Bruxelles réalisé par le Bomber Command.

L'année 1942 connaît un nouvel essor de la résistance en Belgique. Durant l'été, survient le port obligatoire de l'étoile jaune pour les Juifs et les premiers convois de la déportation des Juifs de Belgique quittent le territoire. L'impact de ces mesures sur la résistance en Belgique produit principalement ses effets dans les villes d'Anvers, de Bruxelles, de Charleroi et de Liège. Certaines autorités civiles qui refusent d'établir des listes de Juifs sont arrêtées par la police allemande et déportées. C'est à ce moment qu'est mis sur pied le Comité de défense des Juifs. Un autre événement produit davantage encore de répercussions pour la Résistance, il s'agit de l'instauration du Service du travail obligatoire à la suite du décret allemand du 6 mars 1942,. Ces mesures accompagnées de menaces jettent dans la clandestinité des milliers de personnes fuyant la déportation. Elles viennent souvent gonfler les rangs de la Résistance qui entreprend de s'organiser pour coordonner ce nouvel afflux et en organiser sa subsistance. La collaboration avec Londres s'en trouve renforcée. 
Au début de 1943, on entre dans une période charnière de la guerre. En vue de la libération du pays par les Alliés, que l'on sent venir alors que les troupes allemandes sont vaincues à Stalingrad et que l'Italie capitule, la coordination des réseaux des diverses provinces se renforce et l'armement se développe avec les parachutages britanniques et de la récupération d'armes belges cachées depuis 1940. Un vent nouveau souffle sur la Résistance car tout confirme que l'ennemi est devenu vulnérable. Les différents groupes montent alors en puissance et se lancent dans des actions de plus en plus audacieuses, exécutions de traîtres, attaques de convois militaires, sabotages d'industries réquisitionnées qui travaillent pour l'Allemagne. Le point d'orgue est le débarquement allié en juin 1944 qui suscite un élan d'optimisme et une audace accrue contre la Wehrmacht, dont, notamment, des attaques destinées à libérer des prisonniers en voie d'être déportés. Il en résulte une répression accrue sous la forme de prises d'otages et d'exécutions.
La Résistance aura payé un lourd tribut durant les années d'occupation: 30 000 arrestations, 15 000 morts. Lors de la libération du pays, au début de septembre 1944, la Résistance prend part aux combats et permet, notamment, de préserver le port d'Anvers d'une série de destructions préparées par les Nazis . Nombre de résistants s'engagent ensuite dans les troupes belges rentrées d'Angleterre avec les Alliés et continueront la guerre jusqu'à la victoire finale le 8 mai 1945.

### La libération, l'épuration
Le 1er juin 1944, un premier message codé est envoyé à destination de la résistance belge sur les ondes de la BBC: «La frondaison des arbres vous cache le vieux moulin». Ce message est le signal d'une mobilisation générale de la Résistance en prévision du débarquement. Le 8 juin 1944, un second message est lancé dans le cadre de l'opération Overlord: «Le roi Salomon a mis des gros sabots». Ce signal déclenche une très importante vague de sabotages visant principalement les voies et les moyens de communication. La répression est à son comble. Le gouverneur von Falkenhausen, jugé trop mou dans la répression, est démis de ses fonctions et arrêté à son arrivée en Allemagne. Il est remplacé par le SS-Gruppenführer Jungclaus qui reçoit les pleins pouvoirs pour lutter contre les actes de sabotage perpétrés par les résistants en Belgique et dans le Nord de la France.
La Résistance participe activement à la libération de la Belgique. De violents affrontements opposent, dans la région de Tournai, les milices patriotiques du Front de l'indépendance et l'Armée secrète à l'armée allemande aux abois. Dans la région de Mons, l'action des partisans armés et les milices patriotiques contribue à la capture par les unités blindées américaines de 23 000 prisonniers entre le 3 et le 12 septembre 1944. Ces mêmes organisations, et d'autres telles, le Mouvement national belge, le Mouvement national royaliste, l'Organisation militaire belge de résistance, Insoumis occupent des points névralgiques à Bruxelles. Le 5 septembre 1944, ils sont sur la Grand Place de Bruxelles. Les combats avec l'arrière garde allemande se poursuivent cependant, à Namur, à Liège et en Province du Luxembourg. À Anvers, la participation de la Résistance permet la libération de la ville et la préservation presque complète des infrastructures portuaires grâce à l'action du Mouvement National Royaliste (MNR - MKB) en guidant les troupes canadiennes pour leur permettre de désamorcer les systèmes de destruction du port installés par les Allemands. L'état-major allié rendra un vibrant hommage à la Résistance pour son action aux premières heures de la libération.
L'issue de la guerre fut une période relativement trouble pour les réseaux de résistance qu'il faut démilitariser. Des règlements de comptes, des jugements parfois sommaires conduisirent à l'assassinat de collaborateurs (ou supposés tels). Il fallut ensuite faire la part des choses entre les vrais résistants et "ceux de la dernière heure" et commencer alors à écrire l'histoire. Sur un plan plus politique, le Front de l'indépendance, fort de son réseau clandestin et de son expérience chèrement acquise durant la guerre, entendait être consulté par le Gouvernement Pierlot fraîchement rentré de Londres sur les questions de politique intérieure. Les tensions iront grandissantes jusqu'à la manifestation, durement réprimée, du 25 novembre 1944 qui fit 34 blessés dans les rangs du FI.
La Résistance qui a dû rendre son armement se retrouvera bien démunie lors de la contre-attaque allemande en décembre 1944. En Ardenne, les résistants désarmés connurent les affres de sévères représailles. Repérés par des rexistes et autres collaborateurs tentés de se faire rendre justice à bon compte, ils furent dénoncés aux Allemands et victimes de règlements de comptes, en plus de plusieurs massacres perpétrés sur la population civile ardennaise.
Après guerre, l'action de la résistance belge fut saluée par les Alliés. Les mouvements de résistance, s'ils étaient démilitarisés, continuèrent cependant à fonctionner. Une de leurs tâches était de commencer à écrire l'histoire et à solliciter une reconnaissance officielle des autorités belges qui surviendra pour la plupart d'entre eux en 1949 et pour certains, seulement dans le courant des années 1960.

## Les missions de la résistance
Il convient de remarquer que le gouvernement en exil à Londres s'efforça d'organiser la résistance en liaison avec les Britanniques, notamment pour la question du financement des dotations en matériel radio et en armes destinés à être parachutés. Le gouvernement disposait pour cela de la garantie représentée par l'or belge sauvegardé, en partie, aux États-Unis ainsi que des recettes procurées par la fourniture par le Congo belge de matériaux stratégiques tant à la Grande-Bretagne qu'aux États-Unis.
Les principales activités de la résistance intérieure belge ont été :
- la transmission des renseignements à la Grande-Bretagne ;
- l'exfiltration des aviateurs alliés tombés en territoire occupé après que leurs avions aient été abattus fut une des activités importantes de la résistance. Ils sont convoyés vers l'Angleterre, sous de fausses identités, à travers la France occupée et l'Espagne. Des jeunes gens qui veulent s'enrôler dans l'armée belge qui se reconstitue en Angleterre, suivent le même dangereux parcours. Ceux qui sont démasqués par la Feldpolizei allemande connaissent de durs interrogatoires et la déportation. D'autres qui ne veulent pas quitter la Belgique, mais se mettre à l'abri de la vindicte nazie en attendant les combats de la Libération, sont envoyés dans les maquis, bientôt rejoints par des réfractaires qui tentent d'échapper au Service du travail obligatoire. Environ 1 600 pilotes et équipages britanniques et américains abattus regagneront l'Angleterre par ces filières d'évasion au premier rang desquelles, le Réseau Comète ;
- l'élimination physique des collaborateurs, les « noirs » qui firent des dégâts considérables dans les rangs de la Résistance, mais aussi dans la population civile. De nombreuses factions de la Résistance (dont les partisans armés et le MNB) disposaient de brigades spéciales chargées de mettre hors d'état de nuire ces traîtres à leur patrie[2] ;
- la publication de la presse clandestine, plus de 650 titres différents pour maintenir le moral de la population (dont La Voix des Belges, La Libre Belgique clandestine). Le Front de l'indépendance réussit à publier et faire distribuer en kiosque un faux numéro du journal Le Soir le 9 novembre 1943.

- le sabotage des lignes de transports allemands, surtout par le « Groupe G » de la faculté polytechnique de l'Université libre de Bruxelles, avant et après le débarquement en Normandie, mais aussi des liaisons téléphoniques, des lignes électriques, la destruction des récoltes, la perturbation de la production industrielle ;
- la lutte contre les déportations juives par l'aide apportée aux familles pour entrer dans la clandestinité, le placement des enfants dans des familles ou des institutions d'accueil. L'attaque en avril 1943 du vingtième convoi de déportation, qui transportait principalement des Juifs de la caserne Dossin de Malines à destination d'Auschwitz est à cet égard un événement important, non tant par son ampleur que par sa symbolique ;
- les combats contre les arrière-gardes allemandes pendant la Libération et le guidage des unités alliées, par exemple des Canadiens pour sauver le port d'Anvers en permettant la prise de la ville, ce qui permettra de désamorcer les sabotages des installations portuaires ;
- l'arrestation et la garde des collaborateurs après la Libération.

Un certain nombre de ces actions ont été suivies de lourdes représailles par les Allemands et les collaborateurs traîtres à leur patrie, notamment à Courcelles, à Meensel-Kiezegem et, dans les Ardennes, à Bande.

### Les grands faits de la résistance

#### L'attaque du convoi XX
La déportation des Juifs pour ce que les Allemands appellent le « travail obligatoire » et qui n'est pas autre chose que la mise en œuvre de la solution finale via la caserne Dossin de Malines entraîne la naissance d'importants réseaux de résistance au travers du Comité de défense des Juifs, de l'œuvre nationale de l'enfance et grâce à l'appui de membres du clergé catholique belge. Un acte de bravoure unique en Europe occidentale conduit ainsi à l'attaque du vingtième convoi de déportation des Juifs de Belgique perpétrée le 19 avril 1943 par trois hommes armés d'une lampe tempête, de tenailles et d'un seul revolver conduisit à l'évasion de 17 déportés. Elle fut menée par Youra Livchitz, Jean Franklemon et Robert Maistriau. Un nombre plus important de déportés s'échappa de sa propre initiative.

#### Le sabotage de la ligne Louvain-Ottignies
Ce dynamitage spectaculaire sur la ligne Louvain-Ottignies est un des nombreux épisodes de la «bataille du rail»  et fut perpétré, à Oud-Heverlee, le 30 juillet 1943 par des Partisans armés tandis que la voie était étroitement surveillée par les Allemands. L'explosion eut lieu quelques instants avant le passage du convoi qui fut entièrement détruit. 270 soldats allemands y perdirent la vie.

#### La grande coupure
Un des plus grands faits d’armes du Groupe G fut ce que l’on a appelé « La grande coupure ». Il eut lieu le soir du 15 janvier 1944. Le plan avait été mûrement réfléchi et prévoyait d’abattre les pylônes supportant les câbles d'alimentation électrique des zones industrielles. Tous les lieux de sabotage avait été choisis pour l’importance des perturbations que leur destruction allait provoquer dans les usines et les moyens de communication. La préférence fut donnée à des sites d’accès difficile, là où les opérations de réparation seraient plus longues à réaliser. Ce soir là, entre 20 et 23 heures, les membres du groupe G firent sauter les pylônes du Borinage. Une série de sabotages enchaîna immédiatement, remontant vers La Louvière, Court-Saint-Étienne, Charleroi, Namur, puis, bifurquant vers la région liégeoise, atteignit Bressoux et Visé, tout en rayonnant en direction d’Alost, Termonde, Malines et Courtrai. Au total, la démolition à l'explosif de 28 pylônes à haute tension eut pour effet de priver d'énergie de façon durable de nombreuses usines à travers tout le pays. Un grand nombre d’entreprises réquisitionnées par les Allemands pour leur production de guerre furent immédiatement à l’arrêt et certaines n’étaient pas encore remises en état à la Libération. Les conséquences de cette opération se firent durement sentir aux Allemands jusqu’à la fin de la guerre.

#### Affaire dite du «Train Fantôme»
Une des affaires les plus retentissantes fut celle dite du « Train fantôme »,.
En septembre 1944, alors que les alliés approchaient de Bruxelles, les Allemands ordonnèrent le transfert de 1500 prisonniers de la prison de Saint-Gilles vers les camps de concentration. Ce transfert devait se faire à l'aide d'un convoi au départ de la gare du Midi. Ceci déclencha une suite rocambolesque de sabotages et de ralentissements délibérés de la part de mécaniciens et cheminots résistants, le convoi passa deux jours à transiter entre différentes gares de la région Bruxelloise sans jamais progresser. Ce temps gagné permit à des négociateurs, dont Joseph Berryer et l'avocat Frédéric Eickhoff, de plaider leur cause auprès de Richard Jungclaus, ce qui permit finalement de libérer les centaines de prisonniers, qui étaient jusqu'alors restés entassés dans les wagons à bestiaux du convoi,.
Le chirurgien allemand, Werner Wachsmuth (de) était intervenu dans le même sens auprès de Jungclaus. Craignant des représailles à l'encontre des 1 200 patients Allemands dont il avait la charge, il obtint que priorité d'évacuation leur soit donnée et, pour ce faire, que Jungclaus renonce à la déportation d'otages.

## Résistance armée
Seize mouvements de résistance armée ont fait l'objet d'une reconnaissance officielle soit dans l'immédiat après-guerre, soit plus tardivement. Le premier arrêté ministériel date du 28 février 1949. 
| Nom                                        | Acronyme  | Effectifs | Reconnaissance  | Commandant historique                           |
| ------------------------------------------ | --------- | --------- | --------------- | ----------------------------------------------- |
| Les Affranchis                             | -         | 7 500     | 28 février 1949 | Camille Tromme                                  |
| Armée belge des partisans                  | P.A.      | 13 246    | 28 février 1949 | Raoul Baligand                                  |
| Armée de la Libération                     | A.L.      | 7 200     | 28 février 1949 | Antoine Delfosse                                |
| Armée de Belgique (Armée secrète)          | A.S.      | 54 309    | 28 février 1949 | Jules Pire                                      |
| Brigade blanche                            | -         | 3 750     | 28 février 1949 | Marcel Louette                                  |
| Front de l'Indépendance                    | F.I.      | 35 152 *  | 28 février 1949 | Albert Marteaux, André Boland et Fernand Demany |
| Groupe G                                   | -         | 4 046     | 28 février 1949 | Jean Burgers                                    |
| Insoumis                                   | -         | 7 000     | 28 février 1949 | Georges Némegaire                               |
| Kempisch legioen                           | K.L.      | 4 500     | 23 février 1961 | Omer Bobon, Georges Dupret                      |
| L100                                       | L100      | 307       | 10 juin 1965    | Henri Javaux                                    |
| Milices patriotiques                       | M.P.-F.I. | 22 006    | 28 février 1949 | Maurice Quinet                                  |
| Mouvement National Belge                   | M.N.B.    | 30 511    | 28 février 1949 | Aimé Dandoy, Camille Joset, Camille-Jean Joset  |
| Mouvement national royaliste               | M.N.R.    | 8 527     | 23 février 1961 | Eugène Mertens de Wilmars                       |
| Groupe NOLA                                | -         | 239       | 28 février 1949 | Lt Henry Heffinck.                              |
| Organisation militaire belge de résistance | O.M.B.R.  | 3 112     | 28 février 1949 | -                                               |
| Service D                                  | -         | 1 427     | 23 février 1961 | Joseph Joset                                    |
| Total                                      |           | 167 680   |                 |                                                 |

(*) effectifs des P.A + M.P.

Écussons des mouvements armés
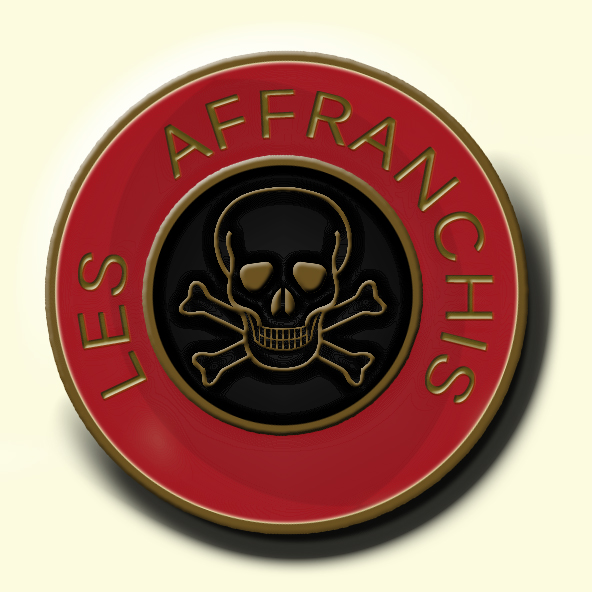
Les Affranchis
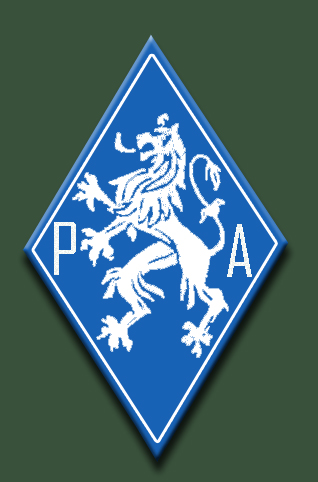
Armée belge des partisans
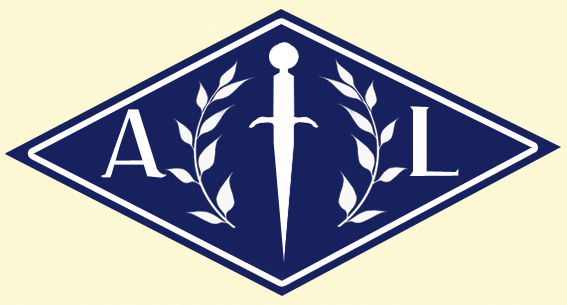
Armée de la Libération
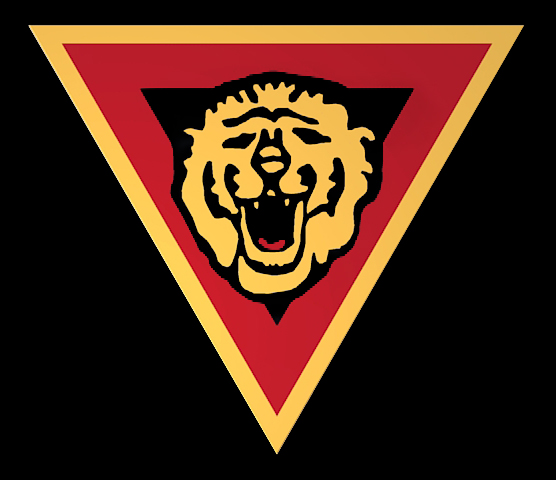
Armée secrète
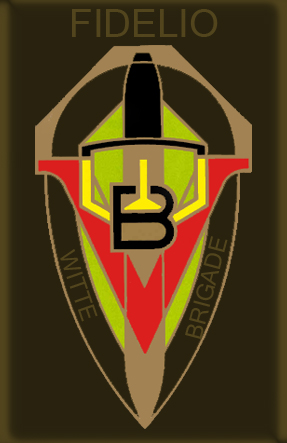
Brigade blanche
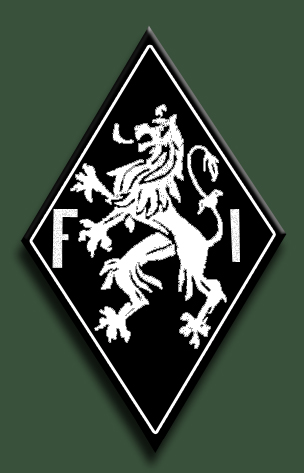
Front de l'Indépendance
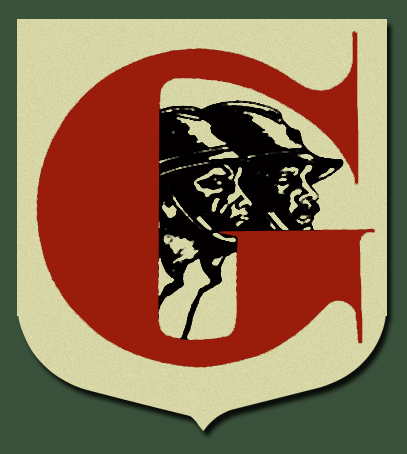
Groupe G
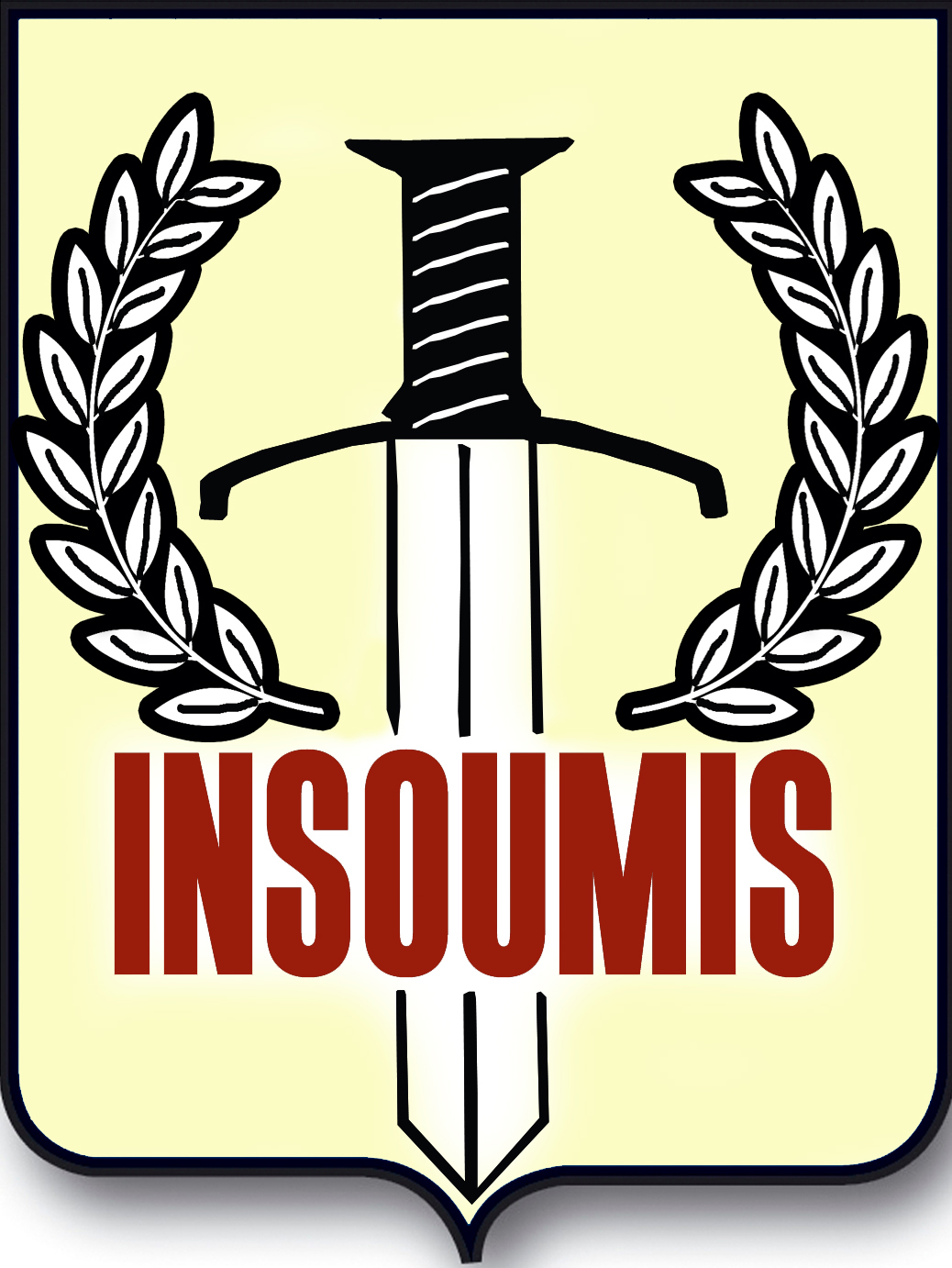
Insoumis
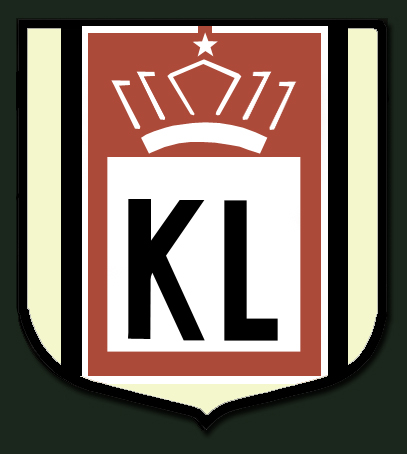
Kempisch legioen
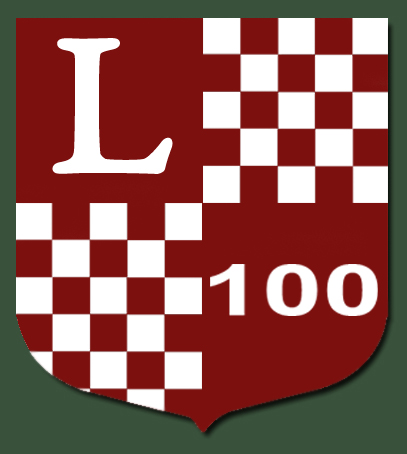
Groupe L100
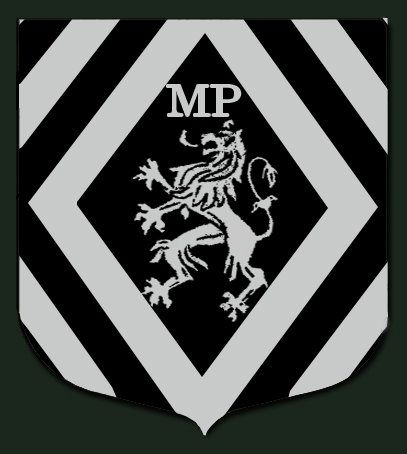
Milices patriotiques
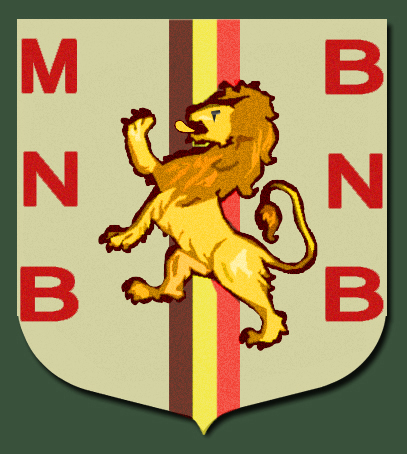
Mouvement National Belge
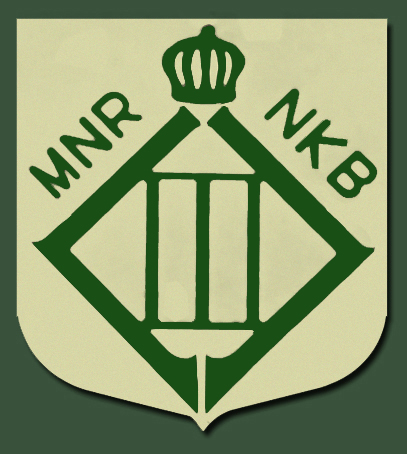
Mouvement national royaliste
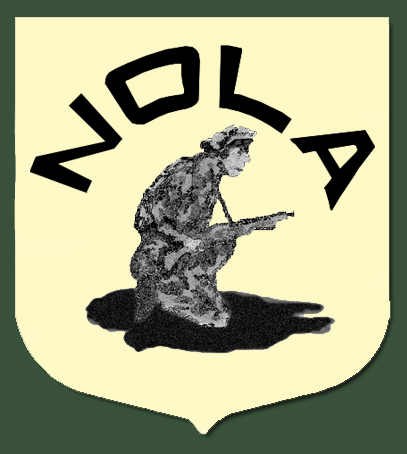
Groupe NOLA
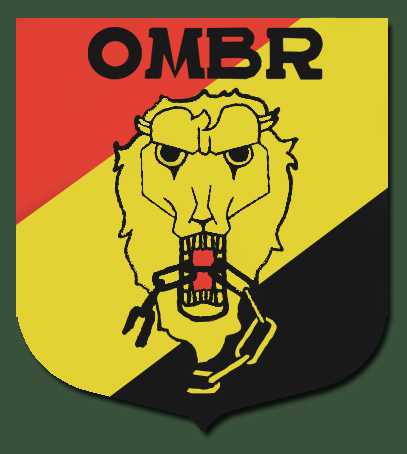
Organisation militaire belge de résistance
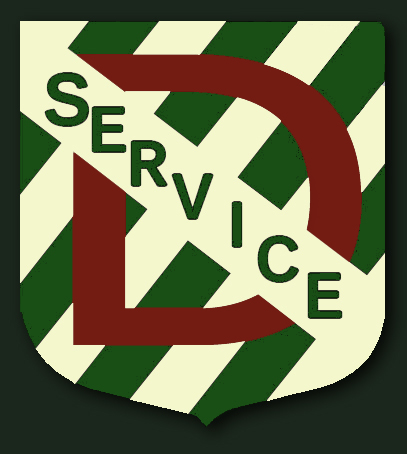
Service D

### Autres mouvements
- l'Österreichische Freiheitsfront (rattaché aux F.I)
- le Comité de défense des Juifs (rattaché aux F.I)
- la Légion belge (fusionné dans l'A.S.)
- l'Armée belge reconstituée (fusionnée dans l'A.S.)
- le Groupe Zéro de Louis Everaert
- le Groupe D du Service de Sabotage Hotton

## Résistance civile, réseaux d'évasion ou organisant la clandestinité
- le réseau Baboon-Othello[12]
- la Ligne Comète ou le "Réseau Comète"[12], un réseau créé par la jeune Andrée De Jongh et Arnold Deppé pour exfiltrer des pilotes alliés tombés en Europe occupée[13]
- le Comité de défense des Juifs (rattaché au FI)
- le Service Dingo de Léon Harniesfeger
- le réseau Manfriday d'Oscar Catherine
- le réseau Marathon[12]
- le réseau Opinion de Robert Jourdain
- le réseau Pat O'Leary[12] d'Albert Guérisse
- le réseau Porcupine-Mandrill[12] de Jean Coyette
- le réseau Sabot de Pierre Bouriez[12]
- le réseau Socrate de Raymond Scheyven Insigne du réseau Socrate

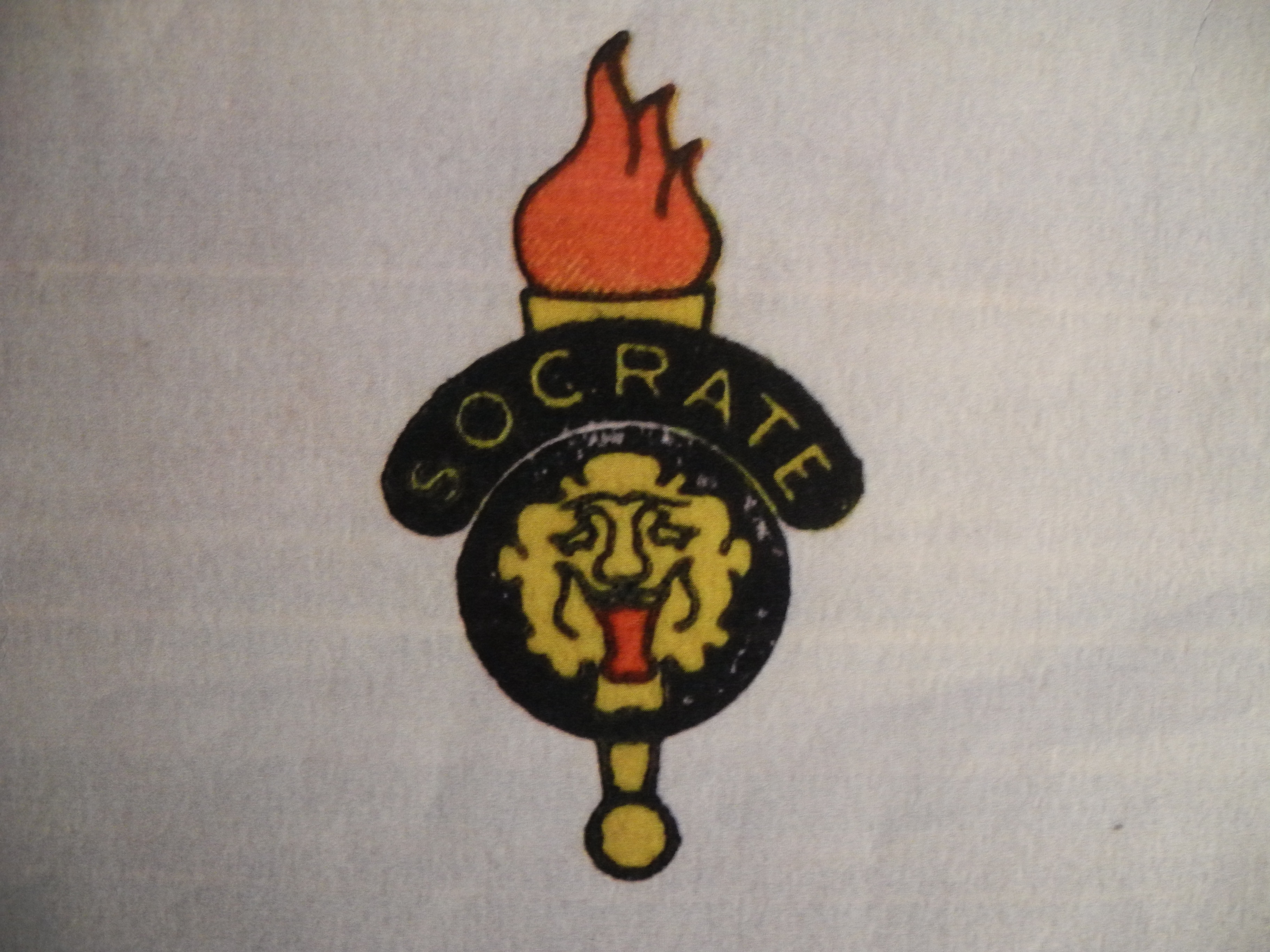
Insigne du réseau Socrate

- le réseau Samoyède[12]de Paul Lévy

## Réseaux de renseignement
Sauf mention contraire, ils dépendaient du SIS.
- le réseau Bayard[12]
- Beaver-Beaton[12]
- "Cleveland" puis "Clarence"[12] de Walthère Dewé
- "Luc" puis "Marc"[12] de Georges Leclercq, André Cauvin, Henri Bernard
- "Mill" d'Adrien Marquet[12]
- Tégal[12]

- "Zéro" de Fernand Kerkhofs, William Ugeux, Louise de Landsheere et Zéro-France[12].
- le réseau Zig[12]

## Service de renseignement et d’action
À l'issue de la guerre, certains membres de différents réseaux de résistance firent l'objet d'une reconnaissance et obtinrent le statut d'Agent de Renseignement et d'Action (ARA). Cette reconnaissance était indépendante du réseau auquel étaient attachés les récipiendaires mais uniquement liée à la qualité exceptionnelle des services rendus.

## La presse clandestine et la contre-propagande
La presse clandestine était très active en Belgique et pouvait compter sur un réseau important de résistants qui prenaient en charge tous les aspects: la rédaction, l'impression, et la diffusion. Nombre d'entre eux furent déportés ou payèrent de leur vie leur implication dans ces journaux clandestins.
- La Libre Belgique ressuscitée (1940)
- La Libre Belgique clandestine dite "Peter Pan" en raison de son éditeur responsable.
- La Voix des Belges
- Cœurs belges
- Il y eut également l'épisode fameux du faux Soir du 9 novembre 1943

Mais il existait une multitude de journaux clandestins dont le tirage et les options politiques pouvaient varier fortement. Mentionnons: Amon nos-Autes, Le Courrier de la Meuse, Vérité, l'Union Belge, Libération, Les Cloches de la Liberté, L'Espoir, Le Coq Victorieux, de Waarheid, Belgie Vrij, Le Belge, Vrijheid, Ralliement, Sport Libre, Strijdwil, Inwendig bulletijn van het O.F., Vogel Vrij, L'étincelle, Le Combattant, De Klarden, Art et Liberté, La Voix des femmes, Le Médecin belge, Le Peuple, La Volonté, Médecine Libre, Indépendance, Strijd, Nous les Jeunes, Le Drapeau rouge, Le Partisan, Front, Vrouwen in de strijd, L'unité patriotique, de Vlasser, L'Antiboche, De vrije Belg, La résistance belge, Vaincre, Solidarité, L'éclaireur, La Voix de la Résistance, De jonge arbeider, Solidariteit, l'éveil, La Voix des Belges.

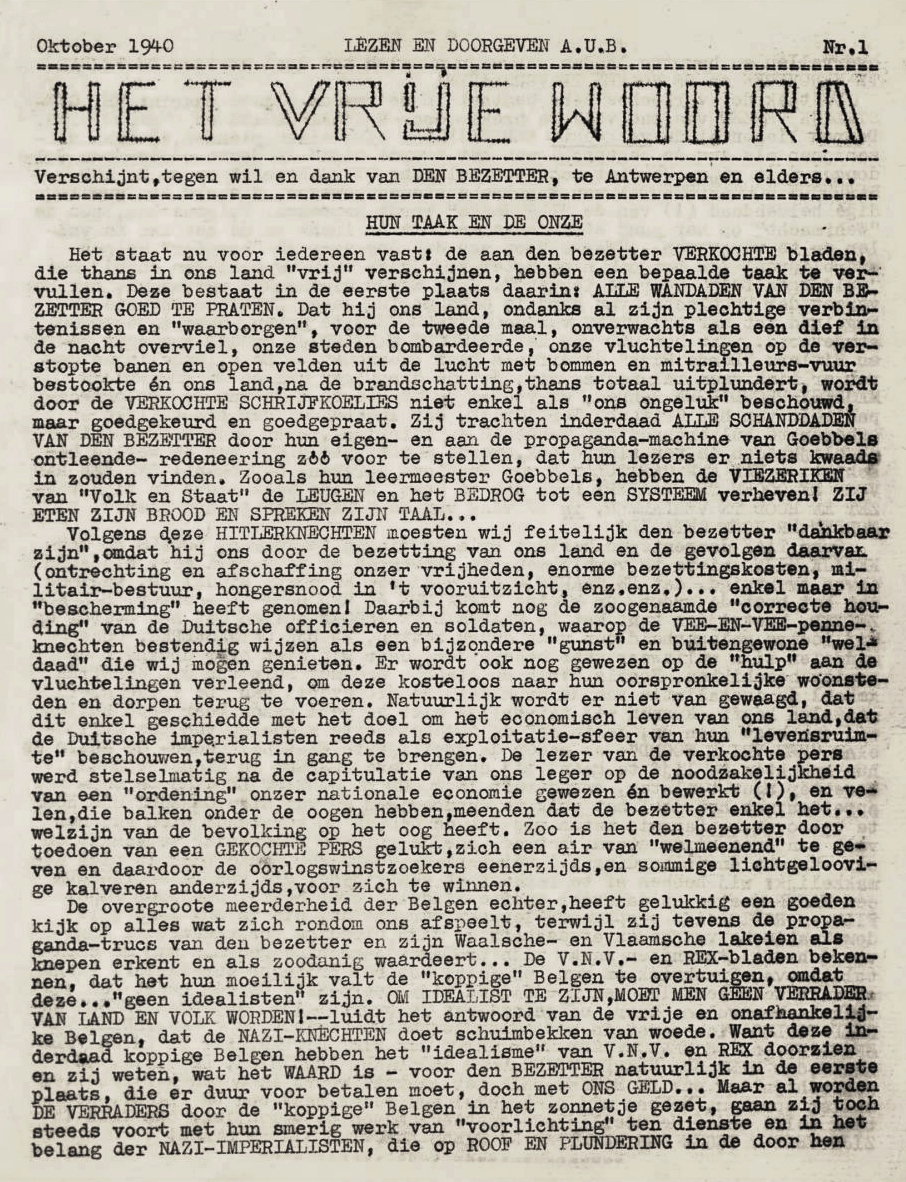
Het vrije woord d'octobre 1940
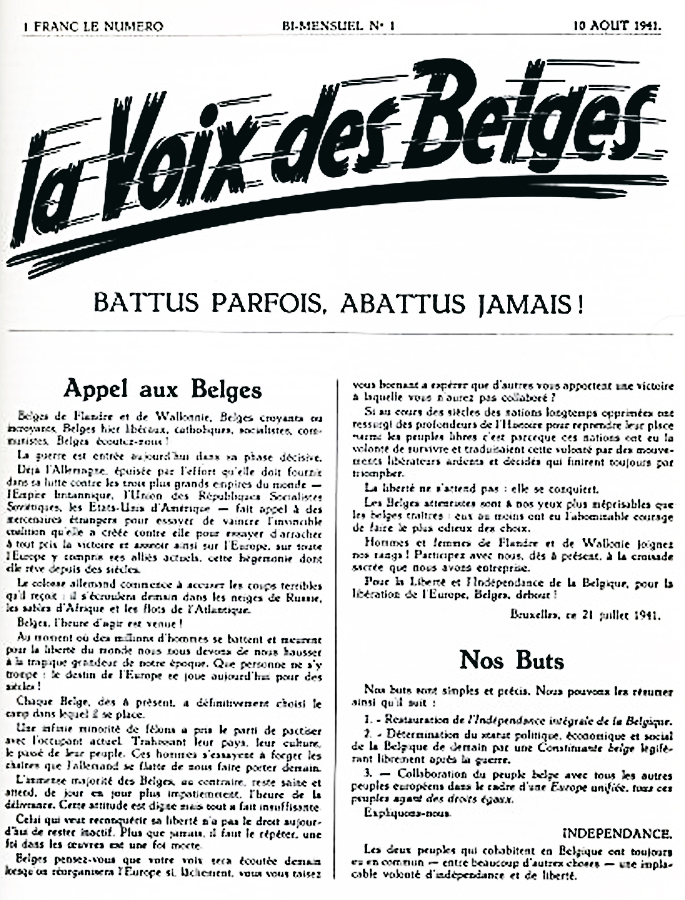
La Voix des Belges - 10 août 1941
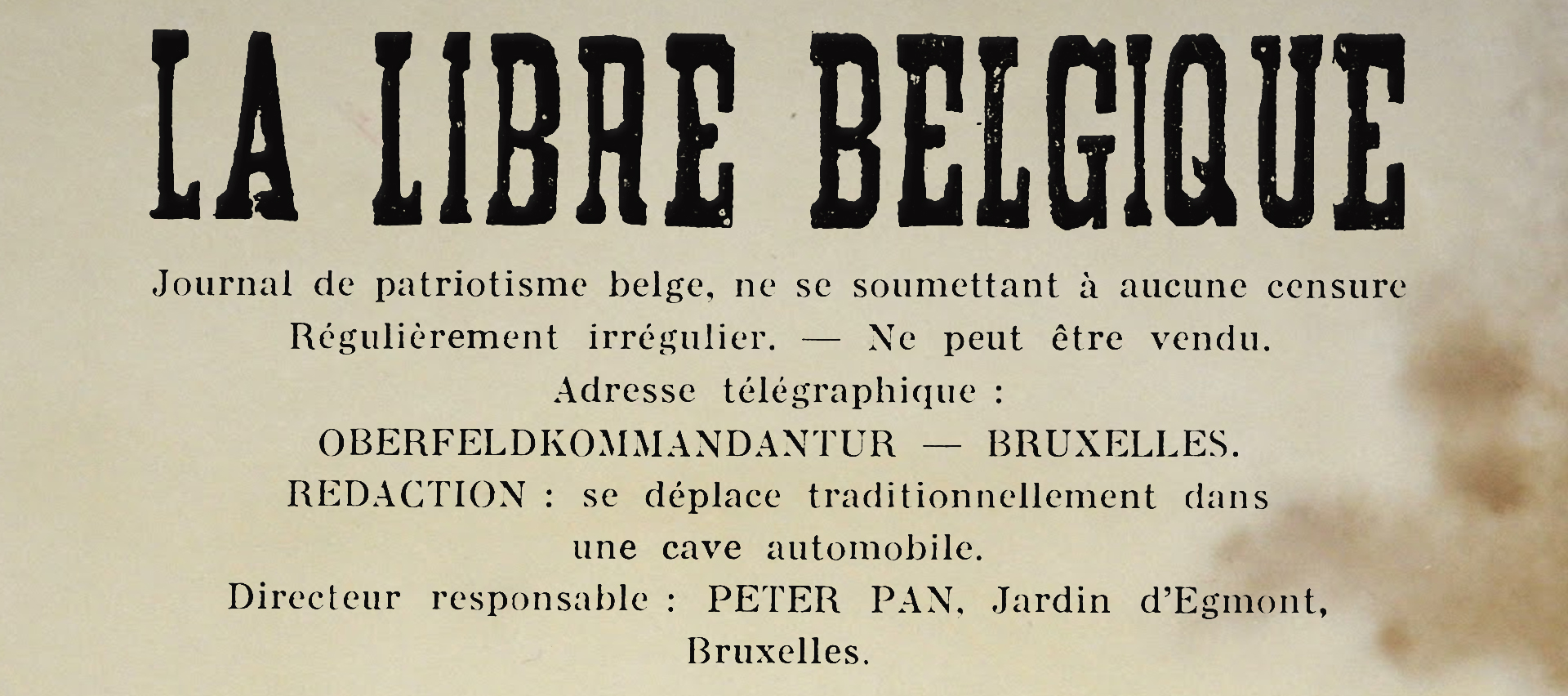
La Libre Belgique clandestine "Peter Pan" - 1942
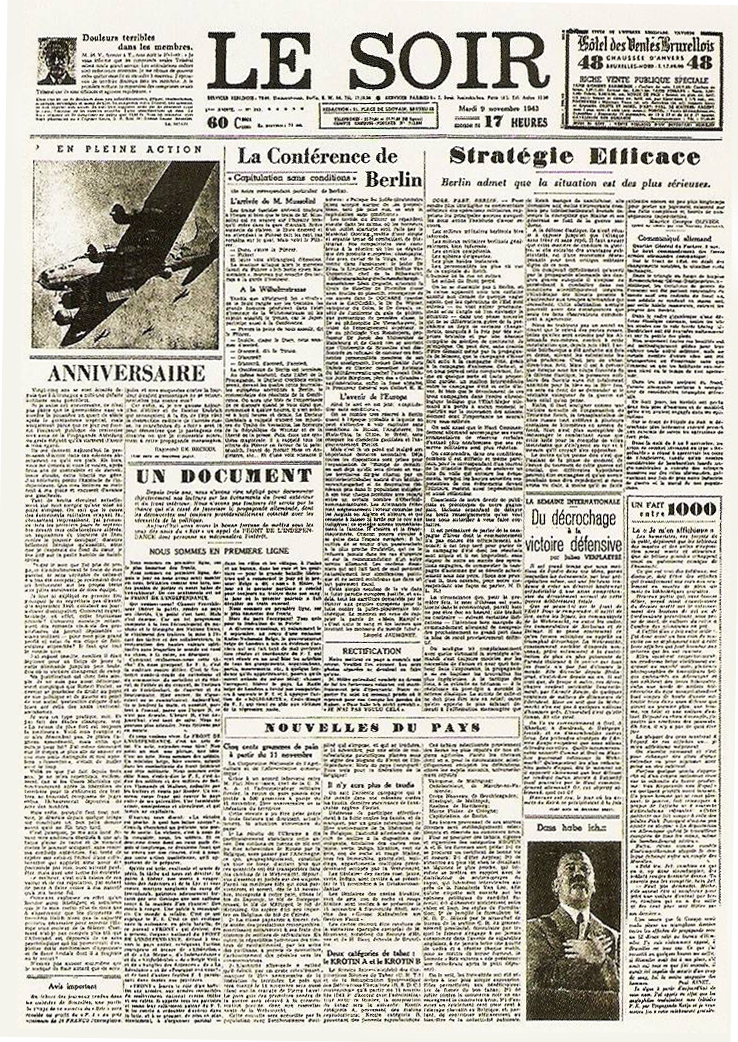
Le Faux Soir du 9 novembre 1943
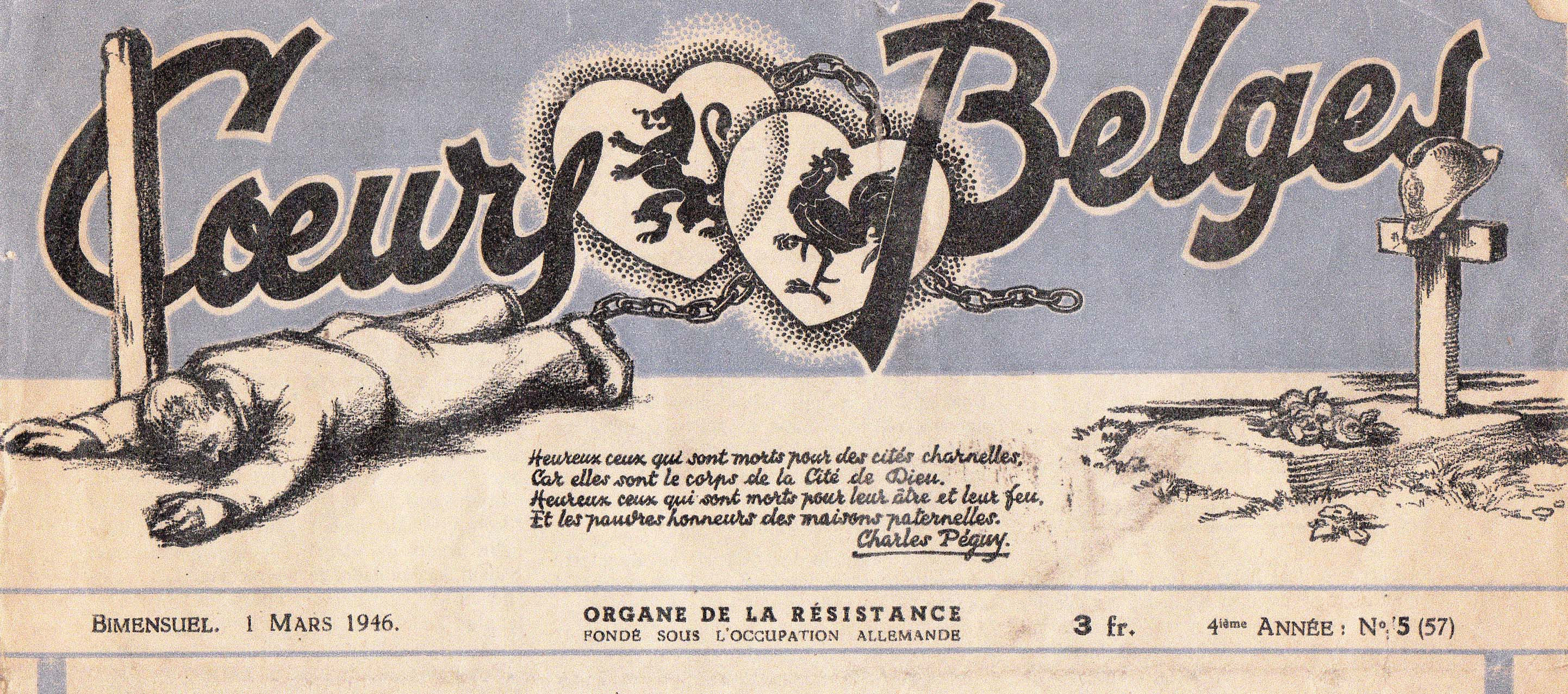
Cœurs belges, Bimensuel de la Résistance de mars 1946

Certains réseaux organisaient la contre-propagande:
- le réseau Carol
- le réseau Porcupine-Mandrill[12]
- le réseau Samoyède[12]

## Décorations
- Médaille du résistant civil
- Médaille du volontaire 1940-1945
- Médaille de la résistance armée 1940-1945

### Ouvrages scientifiques
- Marie-Pierre d’Udekem d’Acoz, Pour le Roi et la Patrie, la Noblesse belge dans la Résistance, Éditions Racines, 2002.
- José Gotovitch, Du Rouge au tricolore : les communistes belges de 1939 à 1944 : un aspect de l’histoire de la Résistance en Belgique. Bruxelles, éditions Labor, 1992  (ISBN 978-2-8040-0642-6)
- Emmanuel Debruyne, La guerre secrète des espions belges 1940-1944, éditions Racine, mai 2008,  (ISBN 978-2-87386-524-5) (larges extraits sur Googlebooks; recension); il s'agit de la synthèse d'une thèse de doctorat d'un chercheur qui a longtemps travaillé au CEGESOMA
- Robert Vandenbussche (éditeur), Femmes et Résistance en Belgique et en zone interdite (1940-1944). Colloque organisé à Bondues par l'Institut de Recherches Historiques du Septentrion (IRHiS), Lille 2006  (ISBN 9782905637536).

### Mémoires de résistants et autres documents
De nombreux documents liés à la Résistance intérieure belge sont conservés au Centre d'études et de documentation guerre et sociétés contemporaines (CEGES), la liste de ces documents est accessible en ligne.

### Documentaires
- Résistance, par Todd Komarnicki, Lionsgate, 2002, ASIN B000O5B4CY
- Du 7 septembre 1977 au 15 décembre 1979, la BBC a diffusé une série télévisée, secret army, consacrée à la Résistance en Belgique et principalement basée sur l'histoire de la Ligne Comète, Lifeline dans la série. Cette série est totalement inconnue en Belgique francophone, au contraire de sa parodie également produite par la BBC, la série Allô Allô, dans laquelle ont tourné certains acteurs de Secret Army (Hillary Minster et John D. Collins). Elle a par contre été diffusée à deux reprises sur la chaîne publique flamande en 1979 et en 2004[26].
- David Grosvenor, Mat Hames, Ramona Kelly et Walter Verstraeten ont réalisé en 2006 un film sur la Résistance en Belgique, intitulé Last Best Hope, qui a été présenté en avant-première le 30 octobre 2006 à Bruxelles en présence de résistants survivants, notamment Andrée De Jongh, Raymond Itterbeek, Michou et Nadine Dumon. Une version adaptée a été diffusée aux États-Unis sur PBS en 2006 et 2007, et sur des stations européennes en 2007.

### Musée
- Musée national de la Résistance à Bruxelles[27]